# Níquel tetracarbonilo
Níquel tetracarbonilo (ou tetracarbonilníquel) Ni(CO)4 é um complexo organometálico incolor que representa um versátil reagente. É extremamente venenoso. Descrito pela primeira vez por Ludwig Mond em 1890 é considerado o primeiro complexo metalocarbonílico simples a ser reportado. Sua toxicidade e volatilidade a temperatura ambiente lhe fez ganhar o apelido de "morte líquida".

## Estrutura e ligações
Tendo a fórmula molecular Ni(CO)4, o níquel carbonilo é composto de um átomo central de níquel cercado por quatro ligantes carbonilos (monóxido de carbono) em um arranjo tetraédrico. Os ligantes CO, nos quais o C e o O estão conectados por ligações triplas (frequentemente descritos como ligações duplas), são covalentemente ligados ao átomo de níquel via as terminações de carbono. A estrutura destes compostos confundiu por muitos anos, e a maioria das publicações antes de 1950 descrevia cadeias de CO ligadas ao metal.
Níquel carbonilo tem 18 elétrons de valência, como muitos outros metal-carbonilos tais como o ferro pentacarbonilo e molibdênio hexacarbonilo. Estes metal-carbonilos tem estruturas simétricas e são em termos de carga neutros, resultando em sua alta volatilidade. No Ni(CO)4, o átomo de níquel tem um número de oxidação formal de zero.

## Preparação
Ni(CO)4 foi primeiramente sintetizado em 1890 por Ludwig Mond pela reação direta do metal níquel com CO. Este trabalho pioneiro alvancou a existência de muitos outros metal-carbonilo, incluindo os de V, Cr, Mn, Fe, e Co.
O metal níquel reage a temperatura ambiente com o monóxido de carbono gasoso para formar o tetracarbonilo. A 323 K, o monóxido de carbono é passado por níquel impuro. Sob moderado aquecimento, tal como o contato com uma superfície quente de vidro, Ni(CO)4 decompõe-se voltando a monóxido de carbono e níquel metálico. Estas duas reações formam a base para o processo Mond para a purificação de níquel.